# Alcide Le Beau
 (octobre 2015).
Si vous disposez d'ouvrages ou d'articles de référence ou si vous connaissez des sites web de qualité traitant du thème abordé ici, merci de compléter l'article en donnant les références utiles à sa vérifiabilité et en les liant à la section « Notes et références ».
Alcide Le Beau, né le 29 juillet 1873 à Lorient et mort le 12 août 1943, était un peintre français proche du mouvement post-impressionniste.

## Biographie
Il étudie au collège des Jésuites à Lorient puis à Vannes. En 1890, il part pour Paris accompagné de sa mère. Il est le compagnon de l'artiste peintre Irène Reno (née Rena Hassenberg) avec qui il participe, en octobre 1912 à la Galerie de La Boétie, au Salon de la Section d'Or. Artiste peintre associé à l'école de Pont-Aven, il expose à partir de 1902 au salon des Indépendants. Lié à Henri Matisse, Raoul Dufy ou encore Albert Marquet, bien que vivant à Paris Le Beau peint en Bretagne mais également lors de séjours sur la Côte d'Azur, en Corse et en Sicile. De 1915 à 1921, le couple séjourne brièvement à Morat, avant de s'intaller à Colombier en Suisse. Plusieurs galeries parisiennes exposent son travail de son vivant. Son œuvre est marquée par le japonisme, le synthétisme de l'école de Pont-Aven et le post-impressionnisme, notamment dans sa composante divisionniste.

## Expositions
- Musée des beaux-arts de Pont-Aven, 1992-1993[3].